# هوارد باترسون
هوارد باترسون (بالإنجليزية: Howard Patterson)‏ هو سباح أمريكي، ولد في 18 سبتمبر 1927 في ساغيناو في الولايات المتحدة، وتوفي في 28 أكتوبر 2000 في فرانكينموث في الولايات المتحدة.

## وصلات خارجية
- هوارد باترسون على موقع الاتحاد الدولي للسباحة (الإنجليزية)
- هوارد باترسون على موقع أوليمبيديا (الإنجليزية)